# Pločari Polje
Pločari Polje – wieś w Bośni i Hercegowinie, w Federacji Bośni i Hercegowiny, w kantonie środkowobośniackim, w gminie Fojnica. W 2013 roku liczyła 370 mieszkańców, z czego większość stanowili Boszniacy.